# Waltari (Band)
Waltari ist eine 1986 gegründete finnische Rockband. Sie mischen Elemente aus Punk, Pop, Metal, Funk, Rock, Techno, Rap sowie klassischer oder progressiver Musik. Die Band existiert seit ihrer Gründung in weitgehend unveränderter Besetzung. Benannt haben sie sich nach dem finnischen Autor Mika Waltari, dem Lieblingsautor von Gitarrist Jariot Lehtinen.
Die Vielfalt der musikalischen Elemente gibt Waltari einen einzigartigen Sound, genau wie die unverkennbare Stimme des Mitbegründers, Sängers und Bassisten Kärtsy Hatakka. Die Texte der meist von ihm geschriebenen Lieder drehen sich oft um die Brutalität und Schnelligkeit der modernen Welt, häufig mit deftiger Ironie gespickt.
Bekannt ist die Band auch durch zahlreiche europäische Touren und Auftritte, unter anderem bei der Neuauflage des Woodstock-Festivals, im Berliner Huxley’s Neue Welt und auf dem Roskilde-Festival.

## Geschichte
Waltari wurde 1986 in Helsinki, Finnland, von Kärtsy Hatakka (Gesang/Bass), Jariot Lehtinen (Gitarre/Gesang) und Sale Suomalainen (Schlagzeug) gegründet. Sami Yli-Sirniö (unter anderem In Rags, Kreator) kam als zweiter Gitarrist 1989 dazu, ein Jahr nach dem Erscheinen der ersten EP Mut Hei (Aber hallo!). Janne Parviainen ersetzte 1990 Sale Suomalainen am Schlagzeug.
Das erste Album Monk Punk erschien 1991, eine wilde Mischung aus Punk, Heavy Metal und Funk. 1992 folgte das zweite Album Torcha!, hier kamen erstmals Dancefloor-Rhythmen zum Einsatz, die in Zukunft den typischen Waltari-Klang entscheidend mitprägen sollten.
Den ersten großen Hit in Deutschland hatten sie 1992 mit Lights On, einem Indie-Dance-Hit vom Album Torcha!, nach ihrem gefeierten Auftritt im Indie-Zelt auf der Bonner Rheinkultur. Auch die eine oder andere Coverversion, zum Beispiel von Vogue (Madonna), Help! (Beatles) oder live gespielte Hardcore-Punk-Versionen von Von den blauen Bergen kommen wir, oder eine Spezialmischung aus No Limit (2 Unlimited) und Symphony of Destruction (Megadeth) festigten ihren Ruf als unkonventionelle, experimentierfreudige und innovative Musiker.
Nachdem sie 1993 mit Pala Leipää (Ein Stückchen Brot) eine Zusammenstellung älterer, bisher unveröffentlichter Stücke herausbrachten, kam 1994 wieder ein vollwertiges Album namens So Fine!. Die gleichnamige Single So Fine!, mit Unterstützung des traditionellen Sami-Duos Angelit aus Angeli in Lappland aufgenommen, war 1994 ein Nummer-1-Hit in den Niederlanden und hatte gute Positionen in verschiedenen europäischen Charts.
Ihr nächstes Album Big Bang (1995) wurde der bis dahin größte Erfolg. Die Band zog für ein paar Monate nach Berlin und mischte unter dem Eindruck der Loveparade Technomusik mit Metal. Die musikalische Bandbreite auf Big Bang reichte von Pop-Rock, Rap Rock und Industrial mit stampfenden Techno Beats über Gothic Rock zu Melodic Metal, Speed und Thrash bis hin zum Death Metal. Mit Connection gibt es einen völlig unplugged gespielten Speed Metal Track. Die Rock-Ballade The Stage wurde als Maxi-Single mit drei weiteren, nicht auf dem Album befindlichen Songs ausgekoppelt, darunter eine fröhliche Tex-Mex-Western-Parodie mit Flamenco-Gitarre namens Flying Cowboy.
1995 ersetzte Roope Latvala (Stone, Sinergy, Children of Bodom) Sami Yli-Sirniö, der die nächsten Jahre in Deutschland blieb. In dieser Zeit arbeitete Kärtsy Hatakka zusammen mit dem Amorphis-Sänger Tomi Koivusaari, dem finnischen Dirigenten und Arrangeur Riku Niemi und dem Avanti!-Symphonieorchester an einem Projekt, das Death Metal mit klassischer Musik kombinieren sollte. Es wurde 1995 auf dem Helsinki Musikfestival als Yeah! Yeah! Die! Die! Death Metal Symphony in Deep C uraufgeführt und als Album 1996 herausgegeben. Das Album wurde auch von Personen aus der Metal-Szene, die Waltari sonst nicht mochten, positiv aufgenommen.
Im Jahr 1997 kam Space Avenue, ein progressiveres Werk mit mehr elektronischem Schlagzeug als bisher. Es entstand in Zusammenarbeit mit dem kanadischen Produzenten und Post-Industrial-/Elektronik-Musiker Rhys Fulber (Front Line Assembly); auch das finnische Cello-Quartett Apocalyptica (bekannt geworden durch … plays Metallica by four cellos 1996) steuerte einen Teil dazu bei.
Im Jahr 1998 erschien verspätet zum 10. Geburtstag der Band eine Compilation mit dem Namen Decade, wieder mit einigem bisher unveröffentlichten Material.
1999 arbeitete Kärtsy Hatakka wieder an einem Metal-trifft-Klassik-Werk, diesmal wurde daraus das Bühnenstück Evankeliumi (Evangelicum); im Unterschied zu Yeah! Yeah! Die! Die! besteht es aus der Musik (gespielt von Death-Metal-Band und Sinfonieorchester), Ballett/Modern Dance (Finnisches Nationalballett, choreographiert von Jorma Uotinen), Schauspiel und einer vom israelischen Lichtdesigner Bambi kreierten Lichtshow. Nach der Uraufführung an der Finnischen Nationaloper in Helsinki gab es dort noch 10 weitere ausverkaufte Vorstellungen. Evankeliumi erschien bisher nicht offiziell als Album oder Video.
Das 1999 erschienene Album Radium Round wendet sich wieder eher der Popmusik zu, ohne allerdings den Heavy Metal aus dem Auge zu verlieren. Beim Opening Track Back To The Bottom wird Eurodance mit Metal kombiniert. Das Album wurde kein Erfolg. 2000 kam Channel Nordica heraus, ein schon früher zusammen mit Angelit aufgenommenes Album, das den Joik, den traditionellen Obertongesang der Sami, mit der Musik von Waltari verschmolz und somit an den 1994er Hit So Fine! anknüpfte. Sowohl CNN (Channel Nordica) als auch die 2001 folgende EP Back to Persepolis, die vier Punk-Rock-Songs enthält, erschienen nur in Finnland und waren nur auf Umwegen zu beschaffen. 
2001 verließ Roope Latvala die Band in Richtung Children of Bodom und Sami Yli-Sirniö kam zurück an die Gitarre. Erst 2004 erschien das nächste reguläre Waltari-Album namens Rare Species, das stilistisch an Radium Round anknüpfte. Es gab weniger Stilbrüche und die Songs klangen einheitlicher, und obwohl die Metal-Einflüsse immer noch vorhanden waren, bewegte man sich hier mehr im Bereich von melodischem Dark Rock, Synth Pop, Rap Rock und Dance Rock. Beim letzten Track vermischte man den Hit „No Limit“ vom Eurodance-Duo 2 Unlimited mit „Symphony Of Destruction“ von Megadeth.
Es erschien auch eine Digipak-Version von Rare Species, auf dem die EP Back To Persepolis als Bonus-Tracks zugegeben wurde. Das Album wurde von Fans und Kritikern gut aufgenommen und eine ausgedehnte Tour führte Waltari zurück auf die europäische Bühne.
2005 kam dann das nächste Album Blood Sample (Blutprobe), das hauptsächlich die Eindrücke aus verschiedenen Ländern Europas und ihr Zusammenwachsen beziehungsweise die europäische Idee widerspiegelt. Musikalisch knüpfte dieses Album an die älteren Werke So Fine! (1994) und Big Bang (1995) an. Kein Song ähnelte dem anderen, die stilistische Bandbreite und die Stilbrüche waren enorm, und es gab neben Ausflügen in den Dark Rock, Rap Rock, Punk-Rock, Industrial und Techno-Rock auch wieder einen Thrash-Metal-Track (New York), eine Death-Metal-Parodie namens Exterminator Warheads und zum Abschluss das Beatles-Cover Julia.
Zum 20. Geburtstag 2006 brachte die Band mit Early Years ein Doppelalbum heraus: Neu gemasterte Versionen des ersten Albums Monk Punk und der 1993er-Compilation Pala Leipää, mit zusätzlichen bisher unveröffentlichten Tracks aus den 80ern, 2005 neu aufgenommen durch die Originalbesetzung: Jariot, Kärtsy und Sale.
2006 wurde mit Janne Immonen ein Keyboarder zum Line-Up hinzugefügt.
Das nachfolgende Album Release Date (2007) ist nach dem sehr wechselhaften Blood Sample ein geradlinigeres Werk, das an Alben wie Torcha! anknüpft. Allerdings ist auch ein 37-minütiges Progressive-Rock-Stück enthalten, das in 5 Teile gegliedert ein völlig eigenständiges Werk darstellt und stilistisch zwischen Grindcore und alten Pink-Floyd-Stücken pendelt. Als Bonustrack gab es mit Spokebone einen Dance Track mit Folklore-Gesang, der musikalisch komplett aus dem Rahmen fällt, eine Kollaboration mit dem Amorphis-Sänger Tomi Joutsen und der finnischen Ethnoband Värttinä.
2009 erschien mit Below Zero ein weiteres Studio-Album, welches, was für die Band bis dahin ungewöhnlich war, größtenteils einer Stilrichtung folgt, melodischem Alternative Hard Rock/Metal im Midtempo-Bereich. 
Dadurch, dass der Gitarrist Sami Yli-Sirniö auch bei der deutschen Thrash-Metal-Band Kreator spielt, ist dieser durch zeitliche Überschneidungen für Live-Auftritte von Waltari nicht mehr uneingeschränkt verfügbar. Daher wurde 2009 mit Kimmo Korhonen ein weiterer Gitarrist in die Band geholt.
2011 erschien mit Covers All ein Album mit Cover-Songs. 2013 wurde mit Nino Silvennoinen ein weiterer Gitarrist in die Band aufgenommen. 2014 verließ Keyboarder Janne Immonen die Band und wurde durch Jani Hölli ersetzt. 2015 wurde das Album You Are Waltari veröffentlicht, auf dem die Band Rock- und Metal-Sounds mit moderner Dance Music verbindet. Daraus wurden zwei Singles ausgekoppelt, Digging the Alien und Only the Truth, für die auch Musikvideos gedreht wurden. Die Band trat im Sommer 2015 beim Wacken Festival auf.
2017 verließ der Gitarrist Nino Silvennoinen die Band wieder und wurde durch Antti Kolehmainen ersetzt.
2019 folgte ein weiterer Auftritt in Wacken. 2020 erschien das Album Global Rock, fünf Jahre nach seinem Vorgänger.
Kärtsy Hatakka hat sich auch sonst einen Namen als Komponist gemacht: Er komponierte 2001 die Musik zum weltweit beliebten Computerspiel Max Payne, ausgezeichnet mit dem Interactive Entertainment Awards der British Academy of Film and Television Arts BAFTA; 2003 den Soundtrack für den Nachfolger Max Payne 2: The Fall of Max Payne und erhielt den G.A.N.G. (Game Audio Network Guild) Award für den Best Original Instrumental Song für Max Payne Theme – Max Payne 2: The Fall of Max Payne (Kärtsy Hatakka, Kimmo Kajasto – Komposition, Arrangement, Performance; Pauli Sasstamoinen, Markus Kaarlonen – Music Mastering; Perttu Kivilaakso – Cello); 2004 die Musik für das finnische Theaterstück Akseli & Eelo, das sich mit der Geschichte zweier seiner Vorfahren in den Wirren des Kriegs befasst.
Des Weiteren hat er auch unter seinem Namen Kärtsy zwei Rock-Alben veröffentlicht.

## Diskografie

### Alben
- Monk Punk (1991)
- torcha! (1992)
- So Fine! (1994)
- Big Bang (1995)
- Yeah! Yeah! Die! Die! Death Metal Symphony in Deep C (1996)
- Space Avenue (1997)
- Radium Round (1999)
- Channel Nordica (2000, zusammen mit Angelit als Waltari+Angelit)
- Rare Species (2004)
- Blood Sample (2005)
- Release Date (2007)
- Below Zero (2009)
- Covers All – 25th anniversary album (2011)
- You Are Waltari (2015)
- Global Rock (2020)
- Nations’ Neurosis (2025)

### Kompilationen
- Pala Leipää (1993)
- Decade (1998)
- The 2nd Decade – In the Cradle (2008)
- Early Years (2006, Doppelalbum mit neu gemasterten Versionen von Monk Punk und Pala Leipää sowie bisher nicht veröffentlichten Bonustiteln, neu eingespielt durch die Urbesetzung mit Sale Suomalainen am Schlagzeug)
- Monk Punk Special Anniversary Edition (2016, Re-Release des Albums Monk Punk mit bisher unveröffentlichten Demo-Versionen)
- The 3rd Decade – The Anniversary Edition (2021)
- So Fine Sessions – Rarities and Demos (2024)

### EPs und Singles
- Waltari (1988, 12", EP)
- Mut Hei (1989, EP)
- Rap Your Body Beat (1989, 7'', Single)
- Good God (1991, 7", Single)
- Aika Tuulee (1992, 7", EP)
- So Fine! (1994, Single)
- So Fine (The Remixes) (1994, Single)
- Misty Man (1994, Single)
- Atmosfear / Feel! (1995, Single)
- The Stage (1995, EP)
- Move (1996, Single)
- Blind Zone (1997, Single)
- Far Away (1997, Single)
- Walking in the Neon – 98 (1998, Single)
- Atom Angel (1999, Single)
- So Fine 2000 (2000, Single, zusammen mit Angelit als Waltari+Angelit)
- Back to Persepolis (2001, Vinyl-EP)
- Life Without Love (2003, Single)
- One Day Cover (2003, Single)
- Not Enough (2005, EP)
- Caught in a Mosh (2011, Single)
- Only the Truth (2015, Single)
- Diggin the Alien (2015, Single)
- Metal Soul (2020, Single)
- Skyline (2020, Single)
- Step Outside (2020, Single, zusammen mit Angelit als Waltari, Angelit)

### Videoalben
- Rare Species Alive (2005, Live-DVD)